# Henri-Alexis de Tholosé
Pour les articles homonymes, voir Tholosé.
Henri-Alexis de Tholosé ou Henri Alexis Tholozé), né le 18 juin 1781 à Bouchain (Nord) et mort le 14 mai 1853 à Paris, est un officier français, devenu général de division, qui a notamment été gouverneur d'Alger en 1830 et commandant de l'École polytechnique.

## Biographie

### Famille
Il est fils de David-Alexis Tholosé, capitaine du 1er corps royal du Génie, et de Félicité Waudru-Durre. Le 16 avril 1813, il épouse Anne-Claudine Sergiant.

### Début de carrière
Le 21 décembre 1797, Tholozé est admis à l'École polytechnique, puis est élève sous-lieutenant à l'école d'application du génie de Metz (5 janvier 1801). 
Il est nommé lieutenant en second (22 décembre 1801) de la 8e compagnie de mineurs, puis lieutenant en premier (10 janvier 1803).
Le 23 décembre 1803, il entre dans l'état-major du génie à l'armée des Côtes de l'Océan au camp de Saint-Omer, puis au camp de Boulogne-sur-Mer (1804). Le 9 mars 1805,il est nommé capitaine en second du 1er bataillon de sapeurs.

### Dans la Grande Armée
- 2 décembre 1805, participe à la bataille d'Austerlitz.

Prusse et Pologne (1806-1807)
- En 1806 et 1807, participe aux campagnes de Prusse et de Pologne.
- 8 février 1807,  blessé à bataille d'Eylau à la jambe droite.
- Durant le printemps 1807, Tholosé participe au siège de Dantzig.
- 1er juillet 1807, il est nommé à l'État-Major du génie et est employé au 4e Corps de la Grande Armée.
- 15 juillet 1807, aide de camp du maréchal Soult.

Espagne et Portugal (1808-1814)
- De 1808 à 1814, Tholosé est en Espagne et au Portugal toujours avec le maréchal Soult
- 22 décembre 1809, chef d'escadron.
- 19 février 1811, il se distingue à la bataille de Gebora en enlevant un drapeau.
- 16 mai 1811, blessé à la hanche droite à la bataille d'Albuera.
- 21 février 1812, quitte son service d'aide de camp du Maréchal Soult pour soigner sa blessure (congé).
- 28 janvier 1813, major en second.
- 1er février 1813, mise en disponibilité.
- 16 avril 1813, reprend son service d'aide de camp auprès Maréchal Soult.
- 17 janvier 1814, nommé colonel.
- 27 février, bataille d'Orthez.
- 10 avril, bataille de Toulouse.

### La Restauration
Durant la Première Restauration, Tholozé reste aide de camp du maréchal Soult jusqu'au 11 mars 1815, date à laquelle le maréchal quitte son poste de ministre de la guerre.
Pendant les Cent jours, il participe à la campagne de Belgique à nouveau comme aide de camp du maréchal Soult (mai-juillet 1815).
- En juillet 1815, employé à l'armée de la Loire.
- 5 août 1815, mise en non activité.

Il est réintégré le 27 mai 1818 comme colonel au corps royal d'état-major.
- 1er janvier 1819, affecté au dépôt de la Guerre.
- 14 décembre 1821, détaché comme adjoint au général Rogniat, inspecteur général du cordon sanitaire.
- 5 novembre 1822, employé comme chef d'état-major de la 3e division du corps des Pyrénées-Orientales.
- 14 février 1823, chef d'état-major de la 5e division du 4e corps de l'armée des Pyrénées.

En 1823, il participe à la campagne d'Espagne. Il reprend ensuite son poste au dépôt de la guerre le 26 décembre 1823.
- 22 mai 1825, maréchal de camp (général de brigade) et mis en disponibilité.

Il exerce les fonctions de membre du comité d'état-major en 1826, 1827, 1828, 1829 et 1830.
Alger (1830)
Le 21 février 1830, il est nommé sous-chef d'état-major de l'armée en vue de l'expédition en Afrique. Après la prise d'Alger (5 juillet 1830), il est le premier gouverneur de la ville.

### La Monarchie de Juillet
- 6 octobre 1830, il rentre en France.
- 20 novembre 1830, il est membre de la commission créée pour former le jury d'examen des élèves de l'École d'état-major.
- 22 mars 1831, il est mis en disponibilité dans le cadre d'activité de l'état-major général.
- 3 avril 1831 commandant du département de la Moselle et commandant supérieur de Thionville

L'École polytechnique (1831-1839)
- 14 novembre 1831 commande l'École polytechnique.
- 14 août 1838 obtient le grade de lieutenant-général
- 19 mai 1839 mise en disponibilité

Fonctions diverses (1839-1848)
- 29 décembre 1840 membre du comité de l'infanterie
- 10 juin 1841 inspecteur général de 14e arrondissement d'infanterie
- 20 septembre 1841 membre du comité d'état-major
- 22 mai 1842 inspecteur général du 3e arrondissement d'infanterie
- 9 juin 1843 commandant de la 13e division militaire à Rennes
- 2 novembre 1843 à sa demande il est remplacé et nommé membre des comités d'état-major et d'infanterie.
- 24 mai 1845 chargé d'inspecter l'École d'état-major, l'École polytechnique et l'École de Saint-Cyr
- 4 août 1845 chargé d'inspecter les officiers du corps royal d'état-major attachés au dépôt de la Guerre.
- 17 septembre 1845 président du comité d'état-major et membre du comité d'infanterie
- 27 mai 1846 inspecteur général des écoles militaires et des officiers d'état-major attachés à l'administration centrale et à la carte de France pour l'année 1846

Le 1er avril 1848, peu après la Révolution française de 1848, il est mis en disponibilité et se retire jusqu'à son décès.

## Décorations
- 14 mars 1806 : chevalier de la Légion d'honneur
- 19 mai 1811 : officier de la Légion d'honneur
- 17 août 1822 : commandeur de la Légion d'honneur
- 27 décembre 1830 : grand officier de la Légion d'honneur
- Ordre de Sainte-Anne de Russie
- Ordre de Saint-Ferdinand d'Espagne

## Hommages
- La rue Tholozé à Paris lui doit son nom.